# Николай Муравьов-Амурски
Никола̀й Никола̀евич Муравьо̀в-Аму̀рски (на руски: Николай Николаевич Муравьёв-Амурский) е руски благородник (граф), офицер (генерал от пехотата) и колониален администратор.
Роден е на 11 август 1809 година в Санкт Петербург в семейството на Николай Муравьов, представител на стария благороднически род Муравьови, който по късно става статс-секретар на императора. През 1827 година завършва Пажеския корпус и участва като офицер в Руско-турската война от 1828 – 1829 година, потушаването на Полското въстание през 1831 година и в Кавказката война. След като се уволнява от армията поради здравословни проблеми, става губернатор на Тулска губерния (1846 – 1847) и Източносибирското генерал-губернаторство (1847 – 1861). В този период играе водеща роля в руската експанзия в Далечния Изток със завладяването на течението на Амур (за което получава почетното име Амурски) и основаването на руските крепости Благовешченск, Хабаровск и Владивосток. След като излиза в оставка, е назначен за член на Държавния съвет, но прекарва повечето си време в Париж.
Николай Муравьов-Амурски умира на 18 ноември 1881 година в Париж.